# Albert Conrad (Maler)
Julius Gustav Eduard Albert Conrad (* 20. Februar 1837 in Torgau; † 5. Juni 1887 in Berlin) war ein deutscher Kunstmaler und Bildhauer.

## Leben
Er war ein Sohn des Bildhauers Johann Gottlob Conrad des Älteren (1804–1862) und von Johanna Dorothea, geborene Budin. Nach dem Besuch der örtlichen Knabenschule absolvierte Conrad eine Bildhauerlehre. Autodidaktisch erlernte er das Zeichnen. Schon 1852 war er mit zwei Gemälden auf einer Kunstausstellung in München vertreten. 1856 siedelte Conrad nach Berlin über, wo er anfangs als angestellter Bildhauer tätig war. Daneben besuchte er als Malschüler die Berliner Akademie der Künste; dort war er Meisterschüler von Ludwig Knaus. Sich als Kunstmaler selbständig machend unternahm er verschiedene Studienreisen durch Deutschland und Österreich. 1866 veranstaltete Conrad eine Gemäldeausstellung in seiner Heimatstadt Torgau. 1880 war er auf bedeutenden Ausstellungen in Düsseldorf und 1886 in Berlin vertreten. 
Conrad widmete sich vorrangig der Architektur-, Genre- sowie Historienmalerei. Er war Mitglied des Berliner Künstlervereins. Werke von ihm befinden sich in verschiedenen Galerien, so der National-Galerie Berlin.